# Grantsburg (Wisconsin)
Grantsburg ist eine Gemeinde (mit dem Status „Village“) im Burnett County im US-amerikanischen Bundesstaat Wisconsin. Das U.S. Census Bureau hat bei der Volkszählung 2020 eine Einwohnerzahl von 1.330 ermittelt.

## Geografie
Grantsburg liegt im Nordwesten Wisconsins, beiderseits des Wood River, der rund 10 km westlich in den St. Croix River mündet. Dieser bildet bis zu seiner Mündung in den Mississippi die Grenze zu Minnesota. Das Gemeindegebiet erstreckt sich über eine Fläche von 7,77 km².
Benachbarte Orte von Grantsburg sind Siren (24,7 km östlich), Trade Lake (15,8 km südöstlich), Cushing (23,1 km südlich), Rock Creek in Minnesota (23,4 km westlich) und Pine City in Minnesota (28,3 km westnordwestlich).
Die nächstgelegenen größeren Städte sind Duluth am Oberen See in Minnesota (147 km nordnordöstlich), Eau Claire (193 km südöstlich) und die Twin Cities in Minnesota (126 km südsüdwestlich).

## Verkehr
In Grantsburg treffen die Wisconsin State Highways 48, 70 und 87 zusammen. Alle weiteren Straßen sind untergeordnete Landstraßen,  teils unbefestigte Fahrwege sowie innerörtliche Verbindungsstraßen.
An der nordöstlichen Ortsgrenze befindet sich mit dem Grantsburg Municipal Airport ein kleiner Flugplatz. Der nächste Großflughafen ist der Minneapolis-Saint Paul International Airport (133 km südsüdwestlich).

## Bevölkerung
Nach der Volkszählung im Jahr 2010 lebten in Grantsburg 1341 Menschen in 567 Haushalten. Die Bevölkerungsdichte betrug 172,6 Einwohner pro Quadratkilometer. In den 567 Haushalten lebten statistisch je 2,28 Personen.
Ethnisch betrachtet setzte sich die Bevölkerung zusammen aus 94,6 Prozent Weißen, 1,0 Prozent Afroamerikanern, 1,3 Prozent amerikanischen Ureinwohnern, 0,5 Prozent Asiaten, 0,1 Prozent (eine Person) Polynesiern sowie 0,4 Prozent aus anderen ethnischen Gruppen; 2,1 Prozent stammten von zwei oder mehr Ethnien ab. Unabhängig von der ethnischen Zugehörigkeit waren 1,1 Prozent der Bevölkerung spanischer oder lateinamerikanischer Abstammung.
23,5 Prozent der Bevölkerung waren unter 18 Jahre alt, 53,5 Prozent waren zwischen 18 und 64 und 23,0 Prozent waren 65 Jahre oder älter. 55,3 Prozent der Bevölkerung war weiblich.
Das mittlere jährliche Einkommen eines Haushalts lag bei 29.315 USD. Das Pro-Kopf-Einkommen betrug 18.545 USD. 32,6 Prozent der Einwohner lebten unterhalb der Armutsgrenze.

## Bekannte Bewohner
- Adolphus Peter Nelson (1872–1927) – republikanischer Abgeordneter des US-Repräsentantenhauses[6] – lebte jahrelang in Grantsburg und ist auf dem Riverside Cemetery beigesetzt[7]
- Leo Chenal (* 2000), American-Football-Spieler